# 奧斯特利茨高架鐵路橋
48°50′37″N 02°22′04″E / 48.84361°N 2.36778°E
奧斯特利茨高架鐵路橋（法語：Viaduc d'Austerlitz)是位於法國巴黎塞納河上的一座橋樑。這座橋樑是巴黎地鐵5號線的過河橋樑。奧斯特利茨高架鐵路橋修建於1903年11月至1904年12月期間。